# Sonthonnax-la-Montagne
Sonthonnax-la-Montagne è un comune francese di 351 abitanti situato nel dipartimento dell'Ain della regione dell'Alvernia-Rodano-Alpi.

## Società

### Evoluzione demografica
Abitanti censiti